# Koornhorst

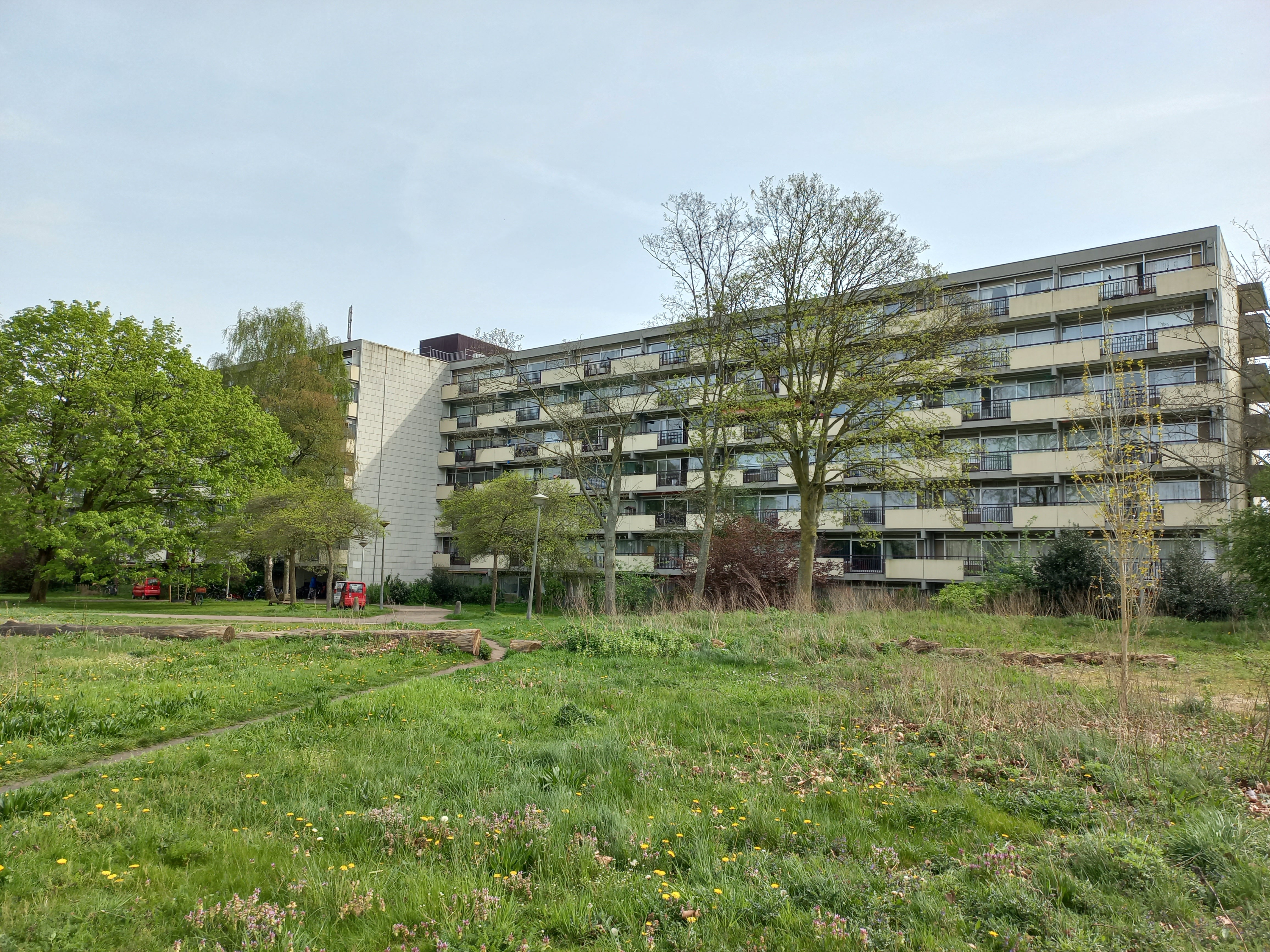
Koornhorst in 2024

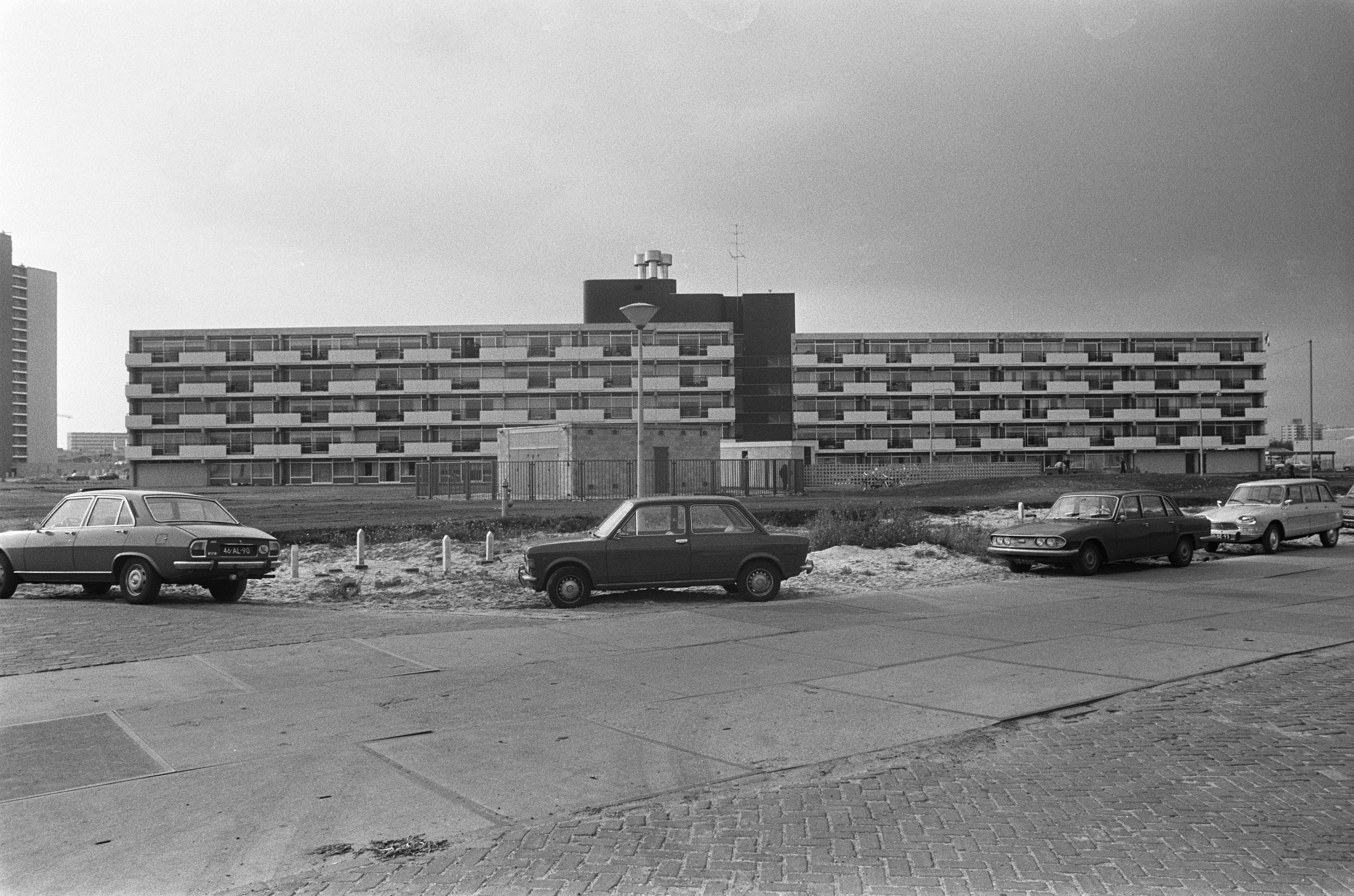
Koornhorst in 1974

Koornhorst is een gebouw en straat in Amsterdam-Zuidoost. De straat kreeg op 10 oktober 1973 haar naam, een vernoeming naar een boerderij in Bergh-Montferland.
Het gebouw werd neergezet in een wijk die wel de K-Buurt wordt genoemd. Straten en gebouwen beginnen daar allemaal met een K. In die buurt stonden honingraatflats (bijvoorbeeld Kikkenstein), waarvan een aantal inmiddels gesloopt zijn, en torenflats (zoals Kempering). Op de plek van de gesloopte honingraatflats werd al vanaf de jaren negentig nieuwe laagbouw neergezet.
Koornhorst valt noch in de ene noch de andere categorie en valt ook een beetje buiten de wijk, want ligt buiten de ringweg, waarvan hier de Karspeldreef en de 's-Gravendijkdreef (uit de G-Buurt) liggen. Die dreven sluiten in een rechte hoek op elkaar aan en aan de buitenrand werd dit gebouw neergezet. Architecten Simon van Woerden en Hendrik Jacobus Schneider ontwierpen voor die hoek een bejaardentehuis, dat het midden houdt tussen laag- en hoogbouw. Het was destijds het eerste bejaardentehuis in de volstromende Bijlmermeer. Een van de redenen van de bouw, was om meer nog zelfstandige ouderen naar Zuidoost te trekken, anderzijds was het voor de toekomst gebouwd om de gemengde bevolking van die wijk op later leeftijd op te kunnen vangen. Eigenaar en opdrachtgever was Woningcorporatie Rochdale, een van de grote bouwers in de wijk. Het gebouw heeft een H-constructie waarbij de woningen in de poten zijn gevestigd en het dienstencentrum in het middenstuk. In juli 1974 was het gebouw met 366 woningen, opgeleverd; in oktober 1974 werd het officieel geopend. De eerste heipaal was op 18 augustus 1972 de grond in gegaan.
In tegenstelling tot de relatief snel veranderende buurt wijzigt er eigenlijk niets aan deze flat. Ook in 2024 zijn het seniorenwoningen. Verhuur vindt dan nog steeds plaats door Rochdale. Vanaf 2023 werd er gewerkt aan het verwijderen van asbest uit de ventilatiekanalen.